# Liste der Monuments historiques in Bobigny
Die Liste der Monuments historiques in Bobigny führt die Monuments historiques in der französischen Gemeinde Bobigny auf.

## Liste der Bauwerke
| Bezeichnung                      | Beschreibung | Standort                                         | Kennzeichnung | Schutzstatus | Datum     | Bild           |
| -------------------------------- | ------------ | ------------------------------------------------ | ------------- | ------------ | --------- | -------------- |
| Bourse départementale du travail |              | Place de la Libération Avenue Jean-Jaurès (Lage) | PA93000023    | Inscrit      | 2007      | weitere Bilder |
| Muslimischer Friedhof            |              | 207, chemin des Vignes (Lage)                    | PA93000020    | Inscrit      | 2006      | weitere Bilder |
| Bahnhof Bobigny                  |              | Avenue Henri-Barbusse (Lage)                     | PA93000018    | Inscrit      | 2005 2009 | weitere Bilder |
| Hôpital Avicenne                 |              | 125, rue de Stalingrad (Lage)                    | PA93000021    | Inscrit      | 2006      | weitere Bilder |

## Liste der Objekte
- Monuments historiques (Objekte) in Bobigny in der Base Palissy des französischen Kultusministeriums